# Herbert Walter Levi
Herbert Walter Levi (Germania, 2 gennaio 1921 – 3 novembre 2014) è stato un aracnologo statunitense.

## Biografia
Professore emerito di zoologia e curatore della sezione di aracnologia del Museo di zoologia comparata dell'Harvard University.
Nato in Germania, si è trasferito da giovane negli Stati Uniti d'America dove ha studiato e conseguito i suoi titoli di studio, fra cui il Ph.D.
Autore di oltre 150 pubblicazioni scientifiche prevalentemente sui ragni e sulla diversità biologica, ha anche conseguito vari premi dalla International Society of Arachnology, fra i quali spicca l'Eugène Simon award nel 2007 per il grande sviluppo della conoscenza dei ragni degli Stati Uniti.
È anche membro onorario dell'American Arachnological Society ed ha fatto parte dello staff editoriale della rivista Journal of Arachnology.

## Taxa descritti
Di seguito, alcuni dei taxa descritti dall'autore:
- Allocyclosa Levi, 1999 - (Araneidae)
- Alpaida dominica Levi, 1988 - (Araneidae)
- Amazonepeira Levi, 1989 - (Araneidae)
- Argiope truk Levi, 1983 - (Araneidae)
- Chrysometa eugeni Levi, 1986 - (Tetragnathidae)
- Chrysometa guadeloupensis Levi, 1986 - (Tetragnathidae)
- Chrysso arima Levi, 1962 - (Theridiidae)
- Cyclosa ojeda Levi, 1999 - (Araneidae)
- Dubiepeira Levi, 1991 - (Araneidae)
- Echinotheridion Levi, 1963 - (Theridiidae)
- Galaporella Levi, 2009 - (Araneidae)
- Hingstepeira Levi, 1995 - (Araneidae)
- Kapogea Levi, 1997 - (Araneidae)
- Latrodectus dahli Levi, 1959 - (Theridiidae)
- Lewisepeira Levi, 1993 - (Araneidae)
- Manogea Levi, 1997 - (Araneidae)
- Mastophora alachua Levi, 2003 - (Araneidae)
- Meta dolloff Levi, 1980 - (Tetragnathidae)
- Metazygia bahama Levi, 1995 - (Araneidae)
- Metleucauge Levi, 1980 - (Tetragnathidae)
- Micrepeira smithae Levi, 1995 - (Araneidae)
- Neogea Levi, 1983 - (Araneidae)
- Nicolepeira Levi, 2001 - (Araneidae)
- Paratheridula Levi, 1957 - (Theridiidae)
- Rubrepeira Levi, 1992 - (Araneidae)
- Spinepeira Levi, 1995 - (Araneidae)
- Tatepeira Levi, 1995 - (Araneidae)
- Tekellina Levi, 1957 - (Theridiidae)
- Theridion dominica Levi, 1963 - (Theridiidae)

## Taxa denominati in suo onore
- Leviellus Wunderlich, 2004 - ragno, Araneidae
- Anisaedus levii Chickering, 1966 - ragno, Palpimanidae
- Argiope levii Bjørn, 1997 - ragno, Araneidae
- Echinotheridion levii Ramírez & González, 1999 - ragno, Theridiidae
- Eustala levii Poeta, Marques & Buckup, 2010 - ragno, Araneidae
- Metazygia levii Santos, 2003 - ragno, Araneidae
- Phrynus levii Quintero, 1981 - aracnide, Amblypygi
- Tmarus levii Chickering, 1965 - ragno, Thomisidae
- Verrucosa levii Lise, Kesster & Silva, 2015 - ragno, Araneidae
- Wagneriana levii Pinto-da-Rocha & Buckup, 1995 - ragno, Araneidae